# Montagnes autour du lac de Garde
Les montagnes autour du lac de Garde forment un massif  des Préalpes orientales méridionales. Elles s'élèvent en Italie (limite entre le Trentin-Haut-Adige, la Lombardie et la Vénétie).
Le monte Cadria (it) est le point culminant du massif.

## Géographie

### Situation
Les montagnes sont orientées nord-sud autour de la cuvette formée par le lac de Garde et sont entourées du massif d'Adamello-Presanella à l'ouest, du massif de Brenta au nord et des Préalpes vicentines à l'est.
Le massif est bordé par l'Adige (notamment le val Lagarina) à l'est.

### Principaux sommets
- Monte Cadria (it), 2 254 m
- Cima Valdritta, 2 218 m
- Punto Telegrafo, 2 200 m
- Monte Bondone, 2 180 m
- Cornetto, 2 179 m
- Cima delle Pozzette, 2 179 m
- Altissimo, 2 129 m

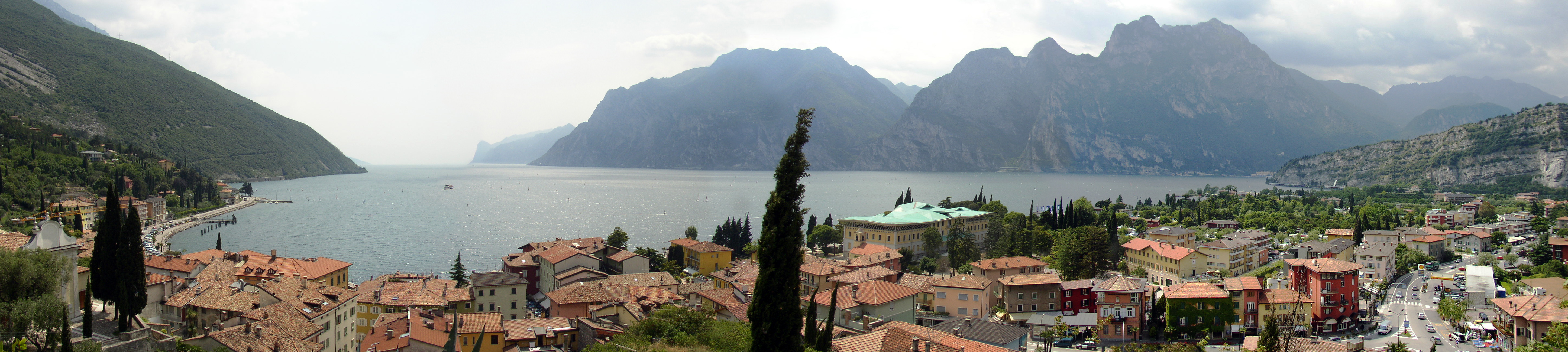
Le lac et les montagnes vus de Nago-Torbole au nord.

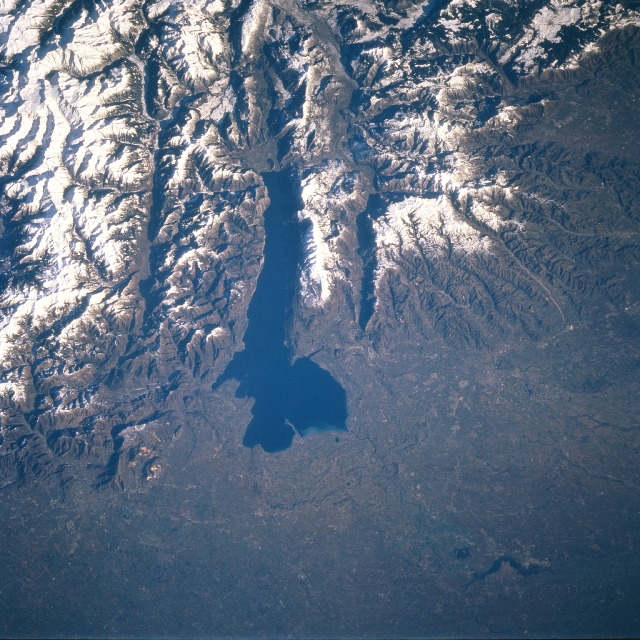
Photo satellite du lac de Garde et des montagnes environnantes.

- Monte Altissimo di Nago, 2 079 m
- Monte Stivo, 2 059 m
- Corna Blacca, 2 006 m
- Monte Caplone, 1 977 m
- Monte Tremalzo, 1 974 m
- Bocca di Navene, 1 783 m
- Monte Casale, 1 632 m
- Pilcante, 1 607 m

### Principaux lacs
Cette région et le relief qu'elle présente a été propice à la formation de lacs, la plupart naturels :
- Lac de Garde
- Lac d'Idrol
- Lac de Valvestino
- Lac de Ledro
- Lac de Tenno
- Lac pra de la Stua
- Lac d'Ampola
- Lac de Cavedine
- Lac de Toblino

## Climat

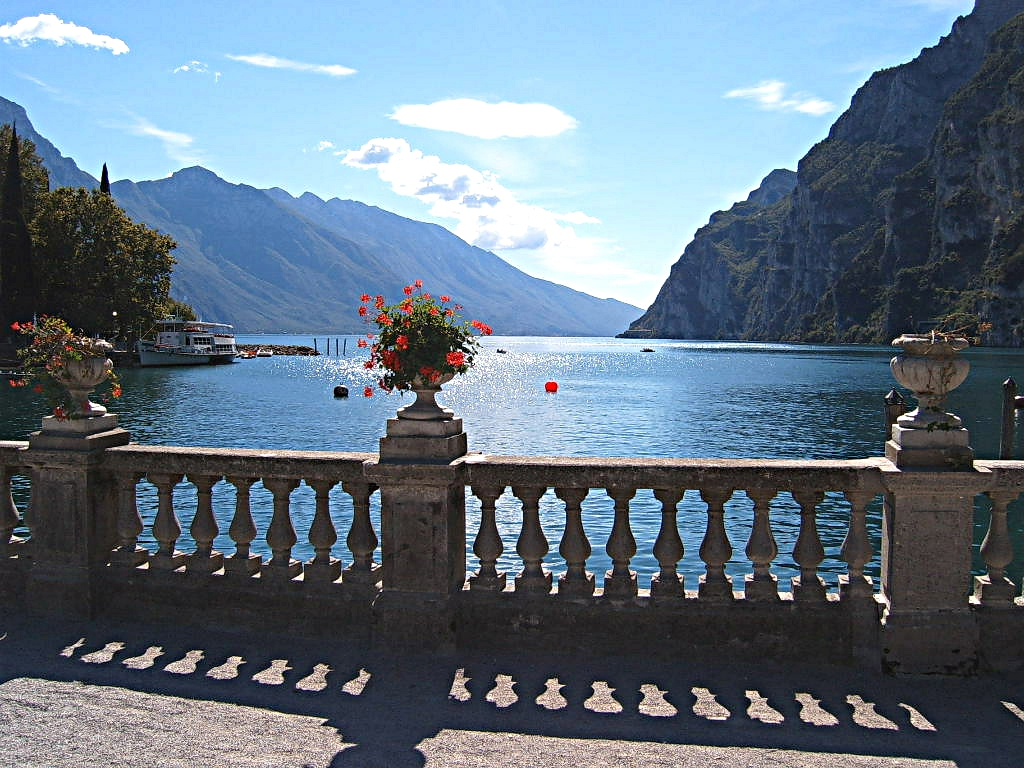
Le lac et les montagnes vus de Riva del Garda au nord.

Le climat des montagnes autour du lac de Garde est très doux du fait de sa situation méridionale au sein des Alpes et de l'influence de la mer Méditerranée. Dans la vallée de Sarche et sur les rives du lac, la neige tombe rarement durant le printemps et l'automne où des températures sont souvent mesurées entre 15 et 20 °C.

## Activités

### Stations de sports d'hiver
- Avio
- Brentonico
- Brenzone
- Collio
- Malcesine
- Tiarno di Sopra
- Trente

### Escalade et alpinisme

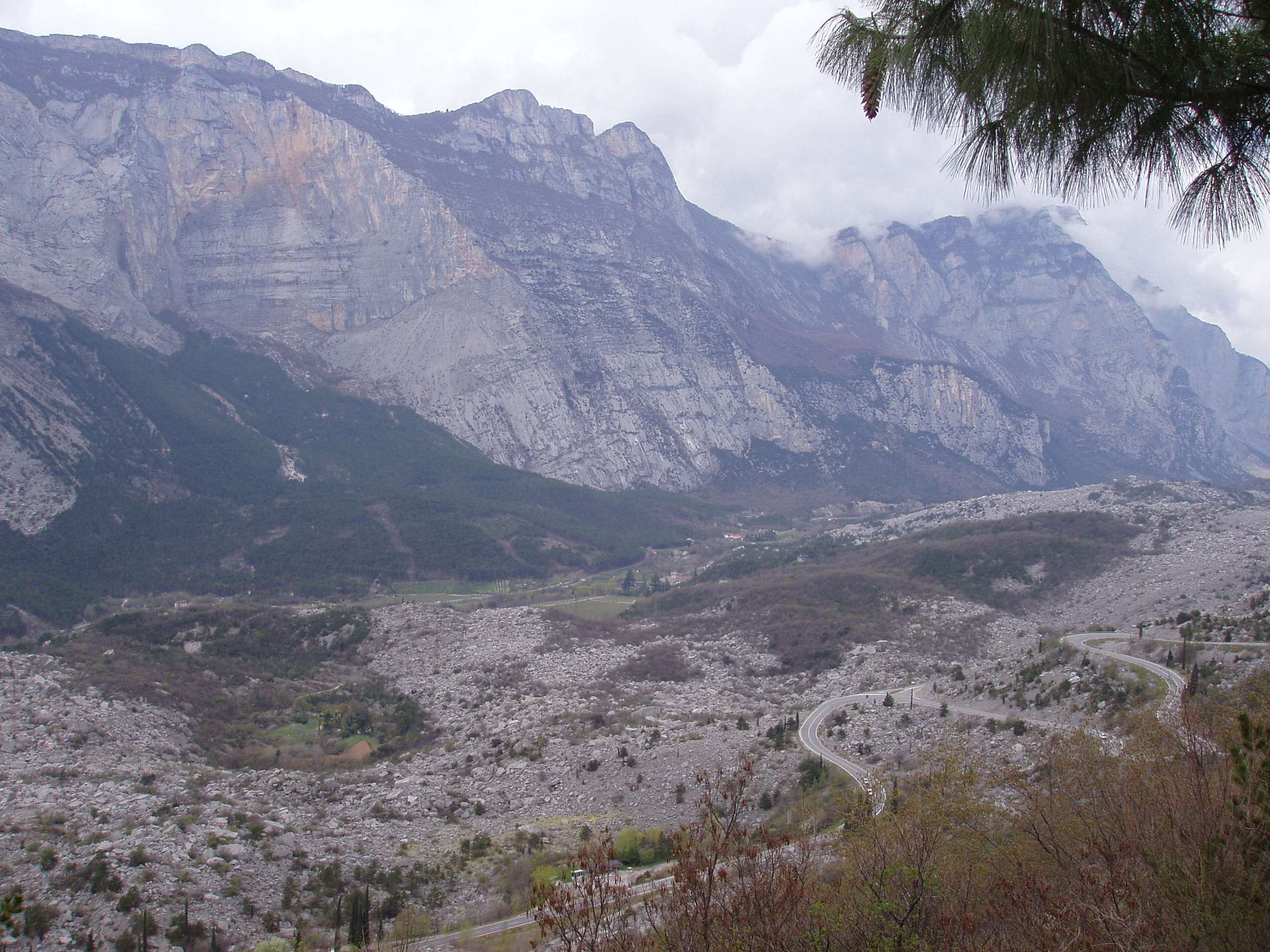
Vue sur le Monte Brento, le Grazoline et le Monte Casale.

Arco est le centre alpin de la région et le point de départ de nombreuses voies d'escalade proches.

### Randonnée
La pratique de la randonnée peut s'effectuer à pied ou en VTT.

### Environnement
Sur la rive occidentale du lac de Garde s'étend le parc naturel Alto Garda Bresciano.